# French Open 2014 (turniej legend poniżej 45 lat)
French Open 2014 – turniej legend poniżej 45 lat – zawody deblowe legend poniżej 45 lat, rozgrywane w ramach drugiego w sezonie wielkoszlemowego turnieju tenisowego, French Open. Zmagania miały miejsce w dniach 3–8 czerwca na ziemnych kortach Stade Roland Garros w Paryżu.

## Drabinka

#### Klucz
- w/o – walkower
- k – krecz
- d – dyskwalifikacja
- Q – kwalifikant
- WC – dzika karta
- LL – szczęśliwy przegrany
- Alt – zawodnik zastępczy
- PR – ochrona rankingu
- SE – specjalna przepustka
- ITF – ranking ITF
- JE – ranking juniorski

### Faza finałowa
|  |       |                                |   |   |    |
|  | Finał |                                |   |   |    |
|  |       |                                |   |   |    |
|  |       |                                |   |   |    |
|  |       |                                |   |   |    |
|  | A1    | Arnaud Clément Nicolas Escudé  | 2 | 6 | 9  |
|  | A1    | Arnaud Clément Nicolas Escudé  | 2 | 6 | 9  |
|  | B1    | Mansur Bahrami Fabrice Santoro | 6 | 2 | 11 |
|  | B1    | Mansur Bahrami Fabrice Santoro | 6 | 2 | 11 |
|  |       |                                |   |   |    |

### Faza początkowa

#### Grupa A
|    |                               | Arnaud Clément Nicolas Escudé | Albert Costa Carlos Moyá | Thomas Enqvist Gastón Gaudio | Mecze W–L | Sety W–L | Gemy W–L | Miejsce |
| A1 | Arnaud Clément Nicolas Escudé |                               | 6:3, 4:6, 10–8           | 6:4, 6:4                     | 2–0       | 4–1      | 23–17    | 1       |
| A2 | Albert Costa Carlos Moyá      | 3:6, 6:4, 8–10                |                          | 6:4, 7:6(6)                  | 1–1       | 3–2      | 23–21    | 2       |
| A3 | Thomas Enqvist Gastón Gaudio  | 4:6, 4:6                      | 4:6, 6:7(6)              |                              | 0–2       | 0–4      | 18–25    | 3       |

#### Grupa B
|    |                                    | Sébastien Grosjean Fabrice Santoro | Sergi Bruguera Andrij Medwediew | Goran Ivanišević Todd Woodbridge | Mecze W–L | Sety W–L | Gemy W–L | Miejsce |
| B1 | Sébastien Grosjean Fabrice Santoro |                                    | 4:6, 6:3, 10–6                  | 3:6, 6:4, 10–7                   | 2–0       | 4–2      | 20–20    | 1       |
| B2 | Sergi Bruguera Andrij Medwediew    | 6:4, 3:6, 6–10                     |                                 | 4:6, 4:6                         | 0–2       | 1–4      | 17–23    | 3       |
| B3 | Goran Ivanišević Todd Woodbridge   | 6:3, 4:6, 7–10                     | 6:4, 6:4                        |                                  | 1–1       | 3–2      | 22–18    | 2       |